# Спартатлон

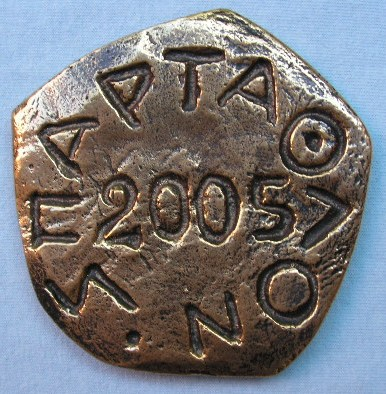
Лицьова сторона медалі Спартатлона

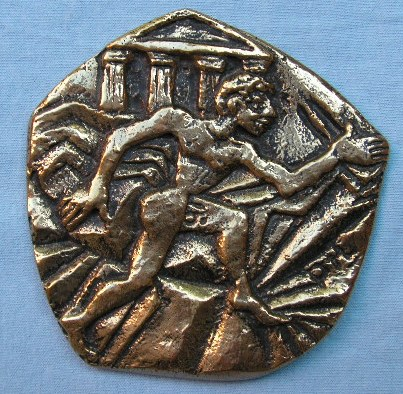
Зворотний бік медалі Спартатлона

Спартатло́н — забіг на дистанцію 246 кілометрів (153 милі). Проводиться щорічно в Греції з 1983 року між Афінами і Спартою.

## Історія створення
Згідно з легендою, після битви при Марафоні в 490 році до нашої ери, грецький воїн Фідіппід (грец. Φειδιππίδης)
 пробіг від Марафону до Афін, щоб сповістити про перемогу греків. Добігши до Афін без зупинок, він встиг крикнути «грец. Νενικήκαμεν (Радійте, афіняни, ми перемогли!)», і впав мертвий. Ця легенда не підтверджується документальними джерелами. Згідно з Геродотом, Фідіппід був гінцем, безуспішно посланим за підкріпленням з Афін до Спарти і подолав дистанцію 230 км менш ніж за два дні. Легенда про те, що він пробіг з Марафону в Афіни, вперше з'явилася у Плутарха в есе «Слава Афін» у першому столітті нашої ери, що сталося більш ніж через 550 років після битви при Марафоні.
Ґрунтуючись на цій легенді, п'ять офіцерів британських ВПС на чолі з Джоном Фоденом вирушили в 1982 році в Грецію з офіційною експедицією для перевірки, чи можливо було подолати близько 250 кілометрів за півтора дня. Три бігуни успішно завершили дистанцію: Джон Фоден (37:37), Джон Шолтенс (34:30) і Джон Маккарті (39:00). У наступному році командою ентузіастів (британської, грецької та інших національностей) на основі Британсько-грецької Торгової Палати в Афінах на чолі з грекофілом Майклом Каллаханом організований перший відкритий міжнародний пробіг Спартатлон. Захід проводився під егідою SEGAS (Грецької асоціації легкої атлетики).

## Рекорди
Янісу Куросу, який виграв перший Спартатлон, досі належить рекорд траси: 20:25.00. Курос виграв всі чотири Спартатлони, в яких брав участь, і показав чотири найкращі результати за всю історію. У 2005 році він вирішив повністю пройти по шляху Фідіппіда і пробіг — поза заліком — відстань Афіни-Спарта-Афіни. Рекорд серед жінок показала Сільвія Лубич з Угорщини — 26:53.40 (2014).
У 2008 році Скотт Юрек виграв третій раз поспіль, показавши п'ятий час в історії. Тільки Курос (чотири рази) біг швидше.
У 2007 році у 25-му забігу стартували рекордні 323 учасники і в 2008 рекордні 151 фінішували в 36 годинному ліміті часу.